# Robert Topart
- Robert Topart est un réalisateur français né à Vincennes le 16 novembre 1920 et mort à Dreux le 9 août 1997.

## Filmographie

### Assistant réalisateur
- 1950 : Mystère à Shanghai de Roger Blanc

- 1951 : Identité judiciaire d'Hervé Bromberger

- 1951 : Seul dans Paris d'Hervé Bromberger
- 1952 : Les femmes sont des anges de Marcel Aboulker
- 1954 : Les Fruits sauvages de Hervé Bromberger
- 1959 : Asphalte de Hervé Bromberger
- 1962 : Douce Violence de Max Pécas

### Scénariste
- 1963 : Cinq filles en furie de Max Pécas (coscénariste)
- 1964 : La Baie du désir de Max Pécas (coscénariste)
- 1970 : Quatre hommes aux poings nus (coscénariste)

### Réalisateur
- 1958 : Toumia
- 1967 : Negociando el peligro o la muerte escucha
- 1970 : Quatre hommes aux poings nus